# Старокуктовська сільська рада
Староку́ктовська сільська рада (рос. Старокуктовский сельский совет) — муніципальне утворення у складі Ілішевського району Башкортостану, Росія. Адміністративний центр — село Старокуктово.

## Населення
Населення — 968 осіб (2019, 955 у 2010, 939 у 2002).

## Склад
До складу поселення входять такі населені пункти:
| Населений пункт          | Населення, осіб (2002) | Населення, осіб (2010) |
| ------------------------ | ---------------------- | ---------------------- |
| Ібрагім, присілок        | 118                    | 132                    |
| Красний Октябр, присілок | 156                    | 154                    |
| Старокуктово, присілок   | 665                    | 669                    |